# Gregg Binkley
Gregg Binkley (født 20. marts 1963) er en amerikansk filmskuespiller.